# Oběť (film, 2022)
Oběť (slovensky Obeť) je koprodukční slovensko-česko-německé filmové drama režiséra Michala Blaška; spolu s Jakubem Medveckým se podílel na scénáři. Film, promítaný na Benátském filmovém festivalu, zařadili do programu Mezinárodního filmového festivalu v Torontu (sekce Contemporary World Cinema), jenž proběhl mezi 8. a 18. zářím 2022.
Oběť vypráví příběh dvojice ukrajinských imigrantů: svobodné matky, čtyřicátnice Iriny, a jejího čtrnáctiletého syna Igora, žijících na českém maloměstě. Dospívající Igor je jedné noci surově zbit; když se okolí dozví, koho označil za viníky, celé město se postaví na stranu napadeného teenagera proti domnělým romským útočníkům a spolu s matkou se domáhá aktu spravedlnosti. Avšak postupem času vyplouvají na povrch různé okolnosti události z osudné noci; vyjevuje se, že ne vše se odehrálo podle Igorovy výpovědi na policii.

## Obsazení
| Vita Smačeljuk     | Irina |
| Gleb Kuchuk        | Igor  |
| Alena Mihulová     |       |
| Igor Chmela        |       |
| Klaudia Dudová     |       |
| Gabriela Míčová    |       |
| Inna Žulina        |       |
| Viktor Zavadil     |       |
| Elizaveta Maximová |       |